# 龙济光

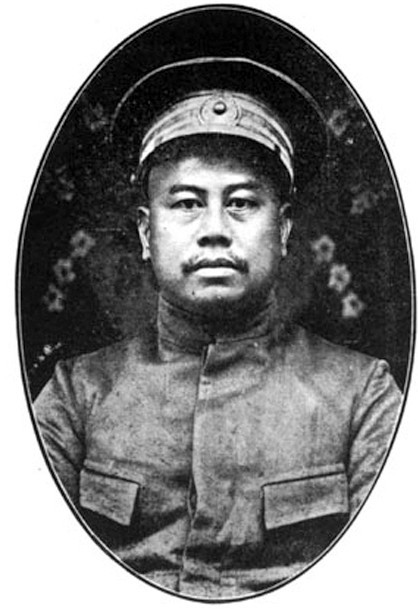
龙济光

龙济光（1867年—1925年3月12日），字子诚（亦作紫丞、子澄），哈尼族，云南省臨安府蒙自县（今云南省元阳县）人，清末民初军事将领，歷任广西提督，广东安抚使、都督兼署民政长，两广巡阅使。

## 生平

### 清末至辛亥革命后
龙济光生于雲南省蒙自县哈尼族土司（逢春嶺納更土司）家。成年后，接任土司职务，在昆明任官。光緒十四年（1889年）回到家乡组织团练。光緒二十九年（1903），龍濟光接任濟字營統領。
1904年（光緒三十年）1月，广西省发生大规模会党起义。为镇压起义，龙济光在两广总督岑春煊的動員下入广西，率領濟字營部隊進入廣西省消滅百色市爆發的反清運動。此后龙济光和陸荣廷镇压会党立下軍功，1905年（光緒31年）6月龙济光被任命署理广西右江道。
1907年（光緒三十三年）12月，孫文在广西省發動镇南关起义，龙济光派遣濟字營部隊協助陸荣廷镇压革命黨。因此役軍功，龙济光署理广西提督。隔年，濟字營在龍濟光指揮下入駐雲南省鎮壓河口起義，由於濟字營規模不足，清廷同意擴編部隊，後稱「濟軍」，濟軍採行清軍的巡防營編制，規模達30營，總和兵力約有萬餘人。雖然濟軍非新軍，但是因為長期進行作戰，在清朝軍隊來說作戰能力上仍屬於較為精悍的部隊。
1911年（宣統三年）4月，为镇压革命派，龙济光被调往广東省。除了原先指揮的濟軍，清朝政府同時任命龍濟光為陸軍第二十五鎮統制，成為華南一帶清朝的主力將領之一。同年11月，廣東的中國同盟會响应武昌起義發起軍事政變，宣布廣東省独立。革命派想请龙济光出任副都督，但龙济光拒绝與革命黨合作。革命成功的革命黨人因此推舉胡漢民為廣東都督，陳炯明為副都督，並組成廣東軍政府。
中華民国成立后，廣東軍政府解散，龙济光被任命为綏靖处副经略。袁世凱在就任大總統後提供濟軍械彈補充，使龍濟光願意接受和袁世凱的合作關係，在之後成為袁世凱在兩廣地區的的主要軍事盟友，後續響應袁世凱的指示鎮壓親國民黨勢力。
1913年（民国二年）7月12日，李烈钧据江西湖口独立，发动二次革命，广东都督陳炯明即于18日宣布广东独立，26日，袁世凱命龙济光为廣東镇抚使，领兵入广东。8月3日，北京政府改命龙济光为广东都督兼署民政長，授陸军上将。8月4日，陳炯明因為部屬反叛而被迫遁逃海外，11日，龙济光自肇庆领兵入广州，镇压城內尚未歸順之粵军部隊。1914年（民国三年）6月，任振武上将軍督理广东军務。

### 護国战争敗北

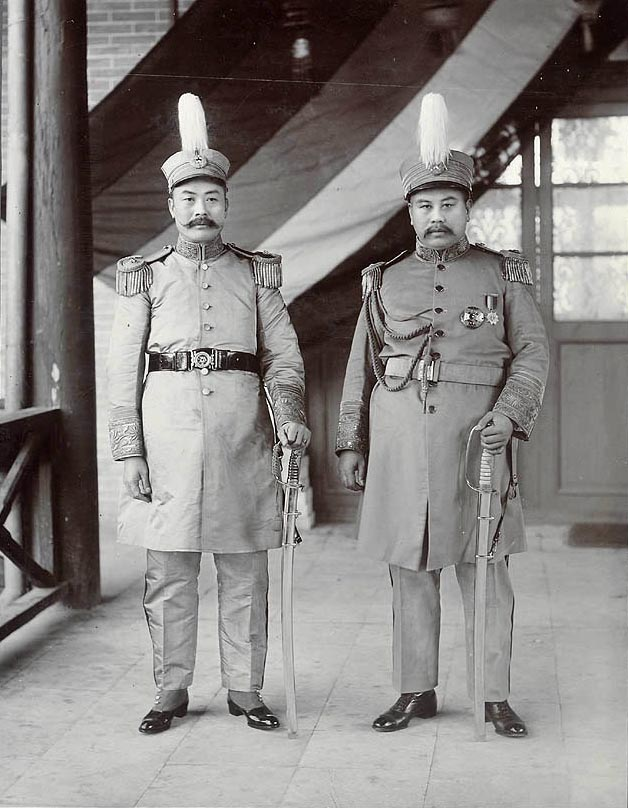
龙觐光（左）和龙济光（右）在广州合影

1915年（民国四年）8月27日，钟明光前往广州积厚坊刺杀龙济光，未果，被捕，次日遭凌遲杀害。龙济光支持袁世凱称帝，12月21日，獲封一等公，25日，云南独立，護国战争爆发，龙济光积极讨伐護国軍。民国五年（1916年）1月28日，加郡王銜。
1916年3月15日，广西省的陸荣廷发表独立宣言，一週後的3月22日，袁世凱宣布取消帝制。此后，龙济光在南方处于孤立地位。在護国軍的李烈鈞及陸荣廷的威胁下，4月6日龙济光发表广东独立宣言。
4月12日，龙济光在广州海珠岛水上警署邀请各界代表，召开广东独立善后问题会议，会议中，当谈及军队改编问题时，发生严重争执，龙的警卫军统领颜启汉突然开枪，将护国军代表汤觉顿、谭学夔等当场枪毙。是为“海珠惨案”。龙济光将事件起因称为双方“言语冲突，开枪互击”。
6月6日袁世凱病死，9日，龙济光沒有与云南、贵州、广西护国军领袖商议，即秘密取消独立，服从北洋政府命令，又命令广东各地佈防及禁止与护国军在粵部队交易军粮，因此护国军第二军第一梯团张开儒部于19日在韶州与粵军开战。25日，唐绍仪和梁启超、溫宗堯、王宠惠4人联名电请黎元洪罢免龙济光，翌日，孙文亦发电要求严惩。7月6日，北京政府命令李烈钧（时任护国军第二军军长）到北京另有任用，又任命陆榮廷为广东都督，朱庆澜为广东省长，龙济光改任督办两广矿务，陆榮廷未到任前，仍由龙济光署理广东都督。但是陆榮廷迟迟不赴粵，而护国军则从北、东、西三路进军，围攻广州，龙济光负嵎顽抗。8月11日，北京政府命令停战。8月17日，李烈钧遵令卸下军权，18日，陆榮廷到達肇庆，朱庆澜24日到广州接任，掌握警权，25日，粤闽巡阅使薩镇冰亦乘舰到广州，接管粵省舰船及兵工廠，龙济光仍讨价还价，不肯离开。9月10日，龙济光与北京政府達成協议后，将督军印交出，10月初，离开广州，11月10日抵海南島。
1917年（民国六年）9月下旬，护法战争爆发，粵桂两省军队与北军在湘南交战。11月8日，北京政府任命龙济光为两广巡閲使，替代陆榮廷，好使龙济光名正言顺地镇压两广，但是他却推辞。12月10日，他突然举兵犯粵。1918年（民国七年）5月龙济光遭陆榮廷和李烈钧数路夹攻，兵败逃往香港，后于5月31日抵北京。龙济光从日本三井洋行商借钜款不遂后（日方要求农商总长田文烈签字为凭，田却迟迟不肯动笔，广州军政府又抗议不承认该项借款），在段祺瑞的庇荫下，取得财政部拨款，在天津组织振武軍。但该军在1920年（民国九年）7月的直皖战争中被消灭，自此失勢下野。1925年（民国十四年）3月12日，龙济光貧病交迫，在北京逝世，享年59岁。

## 家庭

### 兄弟
- 龙觐光（异母），其子為陸榮廷女婿[22]。
- 龙裕光

### 子女
- 龙文瑗，嫁天津化工局高级工程师张铸，生张存浩